# Poličná
Poličná (en allemand : Politschen, auparavant Policzna) est une commune du district de Vsetín, dans la région de Zlín, en République tchèque. Sa population s'élevait à 1 753 habitants en 2020.

## Géographie
Poličná se trouve à 3 km à l'ouest du centre de Valašské Meziříčí, à 15 km au nord-nord-ouest de Vsetín, à 34 km au nord-est de Zlín, à 46 km au sud-ouest d'Ostrava et à 261 km à l'est-sud-est de Prague.
La commune est limitée par Choryně au nord, par Valašské Meziříčí au nord et à l'est, par Jarcová et Oznice au sud, par Branky à l'ouest par Kladeruby au nord-ouest.

## Histoire
Il n'existe aucune mention de la fondation de Poličná, mais on suppose qu'elle a été fondée vers 1270, tout comme la localité voisine de Branky. Sa première mention du village remonte à 1310, lorsqu'il s'appelait Arnoltovice. Le nom de Poličná commence à être employé vers 1390. 
Le 21 avril 2012, les habitants de Poličná, qui formaient un quartier de la ville de Valašské Meziříčí, ont décidé de s'en séparer. Depuis le 1er janvier 2013, Poličná forme donc à nouveau une commune distincte.

## Personnalité
- Václav Kašlík (1917-1989), chef d'orchestre et compositeur d'opéras, y est né.